# Koffka-Ring

Abbildung 1

Abbildung 2

Abbildung 3

Der Koffka-Ring ist eine von dem deutschen Philosophen Kurt Koffka entdeckte geometrisch-optische Kontrasttäuschung.
In den Abbildungen 1 bis 3 ist je ein in einem einheitlichen Grauton gefärbter Kreisring dargestellt, dessen untere Hälfte sich auf einem schwarzen und dessen obere Hälfte sich auf einem weißen Hintergrund befindet.
In Abbildung 1 ist der graue Kreisring vom Hintergrund durch eine schwarze Linie abgegrenzt. Dadurch wird die obere Ringhälfte dunkler wahrgenommen als die untere Ringhälfte. In Abbildung 2 fehlt diese Trennlinie. Dies hat zur Folge, dass die Kontrasttäuschung fast vollständig verschwindet.
Je ausgeprägter die Flächentrennung ist, desto stärker ist die Kontrasttäuschung. Werden die beiden Ringhälften beispielsweise so verschoben, dass sie gänzlich voneinander getrennt sind, so macht sich die Täuschung besonders stark bemerkbar, wie Abbildung 3 zeigt.
Der Grund für diese Kontrasttäuschung liegt darin, dass in der menschlichen Wahrnehmung Helligkeitsunterschiede benachbarter Flächen verstärkt werden.